# 오아시스 (텔레비전 프로그램)
오아시스는 2013년 1월 23일부터 2013년 6월 5일까지 한국방송공사에서 방송된 텔레비전 프로그램이다.

## 기획 의도
다문화 가정 자녀들에게 꿈과 희망을 제공하는 다문화 프로그램이다.

## 방송 회차

### 2013년
| 회차 | 방송일   | 부제                                        |
| ---- | -------- | ------------------------------------------- |
| 1    | 1월 23일 | 즐거운 외인구단                             |
| 2    | 1월 30일 | 아빠와 화이트보드                           |
| 3    | 2월 6일  | 행복을 짓는 소녀의 꿈                       |
| 4    | 2월 13일 | 미운 오리새끼의 비상                        |
| 5    | 2월 20일 | 세 친구의 산골 겨울나기                     |
| 6    | 2월 27일 | 세 친구의 산골 겨울나기                     |
| 7    | 3월 6일  | 대한민국 육군장교 위풍당당 소피아           |
| 8    | 3월 13일 | 엄마를 위한 소나타                          |
| 9    | 3월 20일 | 열일곱 봄날의 여행                          |
| 10   | 3월 27일 | 나는 행복한 소년입니다                      |
| 11   | 4월 3일  | 꿈을 향한 비상                              |
| 12   | 4월 10일 | 봄바람과 세 친구                            |
| 13   | 4월 17일 | 소피아의 특별한 귀향 - 캄보디아 희망 원정기 |
| 14   | 4월 24일 | 소피아의 특별한 귀향 - 캄보디아 희망 원정기 |
| 15   | 5월 1일  | 다문화청소년 1세대, 건태의 희망 대작전      |
| 16   | 5월 8일  | 다문화청소년 1세대, 건태의 희망 대작전      |
| 17   | 5월 15일 | 할아버지 나라의 푸른 오월                   |
| 18   | 5월 22일 | 꿈을 만나는 스튜디오                        |
| 19   | 5월 29일 | 지구 반대편에서 온 소년                     |
| 20   | 6월 5일  | 꼬마장사 만만세                             |

본방송은 6월 5일 방영분 이후로 종영하고 이후 재방송으로 편성되었다가 7월 3일 방송을 마지막으로 폐지되었다.